# Mausoleo de Fairmount
El Mausoleo de Fairmount (en inglés:Fairmount Mausoleum) es un mausoleo público en el cementerio Fairmount en la ciudad de Denver, en Colorado, al oeste de los Estados Unidos. El edificio fue diseñado por los arquitectos Frederick E. Mountjoy y Francis W. Frewan. Construido en 1929 e inaugurado en 1930, el mausoleo de Fairmount contiene los restos de más de 15.000 personas y alberga una de las mayores colecciones de vitrales en el estado de Colorado. En 2005, el mausoleo de Fairmount fue catalogado como monumento histórico oficial de la ciudad de Denver. 